# Догілева Тетяна Анатоліївна
Догилева Тетяна Анатоліївна (* 27 лютого 1957, Москва, РРФСР) — радянська, російська актриса театру і кіно, театральний режисер. Заслужена артистка РРФСР (1989). Народна артистка Росії (2000).

## Біографія
Закінчила Державний інститут театрального мистецтва (1978).
Навчалася у театральному інституті ім. М. Єрмолової.
У кіно дебютувала в 1971 році роллю в кінострічці «Віддати швартові!». Отримала популярність, зігравши в картинах «Покровські ворота» (1982, реж. М. Козаков), «Вокзал для двох» (1982, реж. Е. Рязанов), «Забута мелодія для флейти» (1987, реж. Е. Рязанов), Володимира Бортка — «Блондинка за рогом» (1984) і «Афганський злам» (1991, ВРКФ «Кінотавр» у Сочі: Приз за найкращу жіночу роль у конкурсі «Кіно для всіх», 1992).
Поставила ряд театральних вистав, дебютувавши в антрепризі Михайла Козакова постановкою «Місячне сяйво, медовий місяць» (1998).
Режисер-постановник фільму «Лера» (2007) — премія на кінофестивалі «Золотий Фенікс» за найкращий режисерський дебют.

## Громадянська позиція
У грудні 2010 року активно виступила проти будівництва студією М. С. Михалкова «ТриТе» готелю в Малому Козихинському провулку Москви, брала участь у пікетуванні будівництва.
8 грудня 2010 року була серед представників різних громадських і політичних організацій, що прийшли в префектуру ЦАО зі спробою зірвати зустріч префекта з мешканцями провулка. Серед тих, хто підтримав, був відомий журналіст інтернет-видання Грані.ру Андрій Новачків.
У 2011 році виступила на боці захисників Хімкинського лісу.
Під час Російсько-української війни заявила про осуд російській агресії та висловила підтримку українцям.

## Фільмографія
Знялась у фільмах (вибірково):
- «Безквиткова пасажирка» (1978)
- «Пізня зустріч» (1979)
- «Потворна Ельза» (1981)
- «Рішад — онук Зіфи» (1981)
- «Хто стукає у двері до мене...» (1982)
- «Вокзал для двох» (1982)
- «Несподівано-негадано» (1982)
- «Покровські ворота» (1982)
- «Вам телеграма...» (1983)
- «Вільний вітер» (1983)
- «Вогні» (1984)
- «Прохіндіада, або Біг на місці» (1984, Марина)
- «Блондинка за рогом» (1984, Надія, продавчиня)
- «Особиста справа судді Іванової» (1985)
- «Не ходіть, дівчата, заміж» (1985)
- «Ми веселі, щасливі, талановиті!» (1986)
- «Мій улюблений клоун» (1986)
- «Бармен із «Золотого якоря»» (1986)
- «Забута мелодія для флейти» (1987)
- «Бризки шампанського» (1989)
- «Афганський злам» (1991)
- «Лінія смерті» (1991)
- «Бджілка» (1993)
- «Стрілець неприкаяний» (1993)
- «Привіт, дурні!» (1996)
- «Схід — Захід» (1999)
- «Дільниця» (2003)
- «Піжмурки» (2005)
- «Люба, діти і завод...» (2005)
- «Моя прекрасна нянька»
- «Бомжиха» (2007)
- «Сестричка» (2007)
- «Дівчинка» (2008)
- «Ялинки 3» (2013) та ін.,

в українських кінокартинах:
- «Право керувати» (1981, Зойка)
- «Жив-був Шишлов» (1988)
- «Яма» (1990)
- «Грішниця у масці» (1993)
- «Бебі-бум» (2016)

Режисер-постановник:
- «Лера» (2007)